# Previsualización (informática)

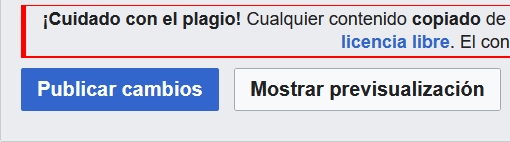
Botón «Mostrar previsualización» en MediaWiki.

Una previsualización o vista previa es una funcionalidad de software que sirve para mostrar un documento, una página o un video antes de que sea producida en su forma final. En el caso de material impreso, se conoce como "vista previa de impresión".

## Vista previa de impresión
La vista previa de impresión permite a los usuarios ver las páginas que están a punto de imprimir, mostrándoles exactamente cómo se verán. Dado que la vista previa del diseño permite ver el resultado sin llegar a imprimirlo, los usuarios pueden comprobar y corregir los posibles errores que encuentren antes de proseguir con la impresión real. La mayoría de las aplicaciones tienen una función de vista previa de impresión incorporada y en algunas aplicaciones, como Adobe Photoshop o las de Microsoft Office,  la función (llamada "Vista preliminar") se abre automáticamente cuando el menú "Imprimir" está seleccionado. Esta característica es útil para que el usuario se asegure de que el diseño es lo que espera antes de proceder con la impresión real.